# Grzegorz Forysiak
Grzegorz Forysiak (ur. 30 stycznia 1961 w Warszawie) – polski aktor.
Absolwent Państwowej Wyższej Szkoły Filmowej, Telewizyjnej i Teatralnej im. Leona Schillera w Łodzi z 1984.

## Filmografia
- 2001	Requiem: apostoł;
- 2000	Pierwszy milion;
- 1999	Skok: epizod;
- 1998	Sabina;
- 1998	Amok: makler;
- 1996	Ekstradycja 2: członek gangu Tumskiej;
- 1997	Boża podszewka: Niemiec;
- 1995	Młode wilki: policjant.